# Thamnacris pilar
Thamnacris pilar är en insektsart som beskrevs av Varón 2001. Thamnacris pilar ingår i släktet Thamnacris och familjen gräshoppor. Inga underarter finns listade i Catalogue of Life.